# بيتر ويرث
بيتر ويرث هو سياسي أمريكي، ولد في 3 ديسمبر 1961 في ستانفورد في الولايات المتحدة. نشط حزبياً في الحزب الديمقراطي. وقد انتخب عضو مجلس ولاية نيومكسيكو ‏.